# Cybister javanus
Cybister javanus är en skalbaggsart som beskrevs av Aubé 1838. Cybister javanus ingår i släktet Cybister och familjen dykare. Inga underarter finns listade i Catalogue of Life.